# Malus ioensis
Malus ioensis är en rosväxtart som först beskrevs av Alphonso Wood, och fick sitt nu gällande namn av Britt.. Malus ioensis ingår i släktet aplar, och familjen rosväxter. Utöver nominatformen finns också underarten M. i. texana.

## Bildgalleri

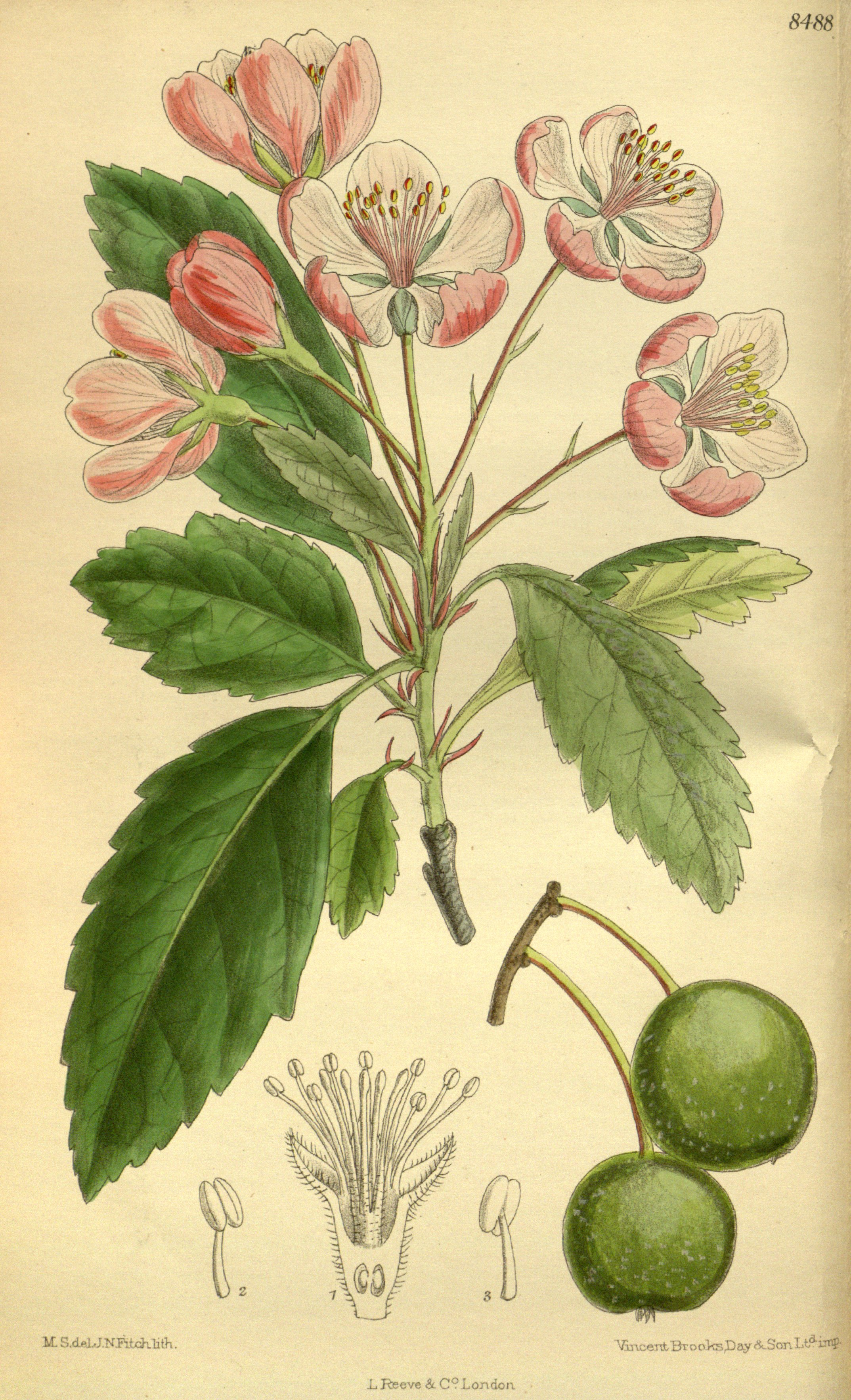
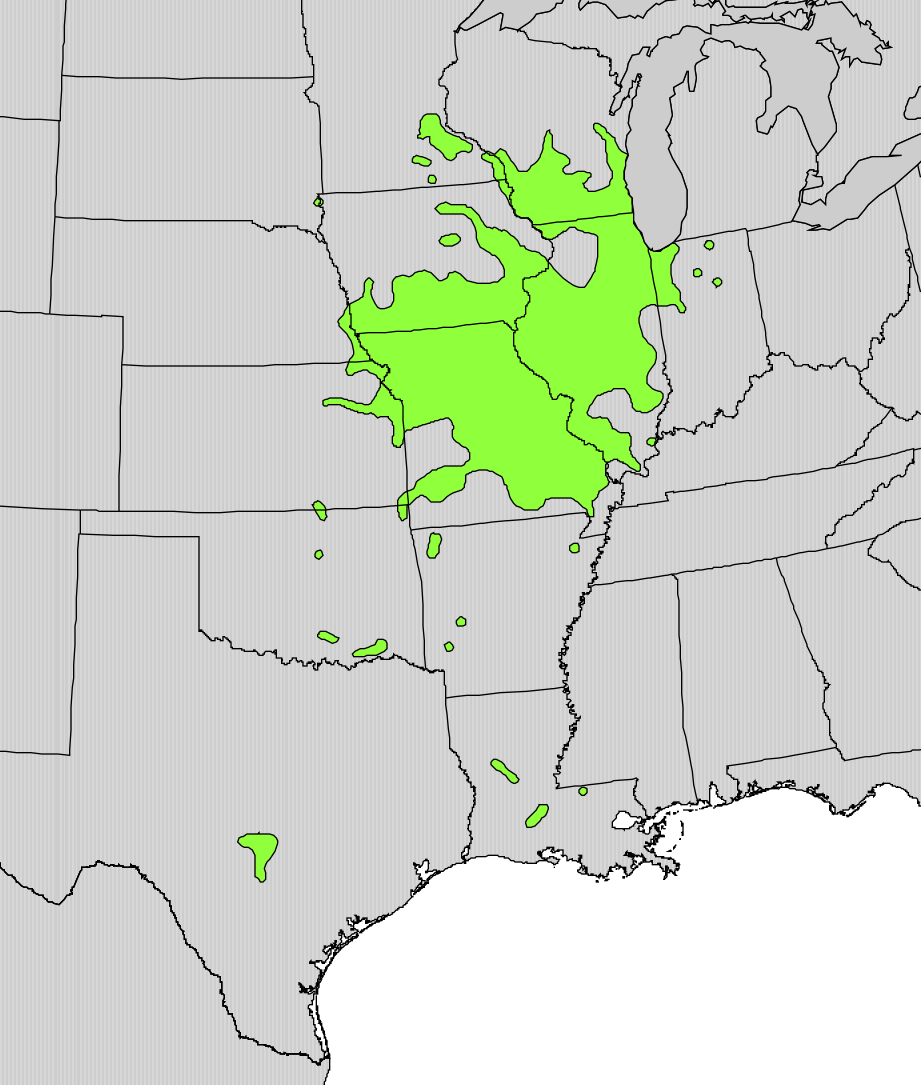